# جام ملت‌های زنان آسیا ۱۹۹۹
جام ملت‌های زنان آسیا ۱۹۹۹ دوازدهمین دوره رقابت‌های فوتبال جام ملت‌های زنان آسیا بود که توسط ای‌اف‌سی و به میزبانی کشور فیلیپین برگزار شد.

## تیم‌های راه‌یافته
- ۱۵ تیم راه‌یافته به جام ملت‌های زنان آسیا ۱۹۹۹:
- قزاقستان
- کرهٔ شمالی
- چین
- کرهٔ جنوبی
- ژاپن
- تایلند
- ویتنام
- تایوان
- ازبکستان
- مالزی
- گوآم
- هند
- فیلیپین
- هنگ کنگ
- نپال